# Viva Air Colombia
Viva Air fue una aerolínea de ultra bajo costo comercial de pasajeros de Colombia. Fundada el 16 de septiembre de 2009 bajo la razón social Fast Colombia S.A.S., inició operaciones el 25 de mayo de 2012. Su centro de operaciones se encontraba en el Aeropuerto Internacional José María Córdova de Rionegro, desde donde brindaban servicio a Medellín. En abril de 2023, se anunció oficialmente que la empresa Viva Colombia junto con su filial Viva Perú cancelarían sus operaciones.
El 27 de febrero de 2023 cesó todas sus operaciones tras anunciar que cancelarían sus vuelos debido a problemas económicos graves en la aerolínea.
El 13 de mayo del 2023, tras el rechazo de Avianca para adquirir Viva, la aerolínea se vio obligada a cesar operaciones definitivamente.

## Historia

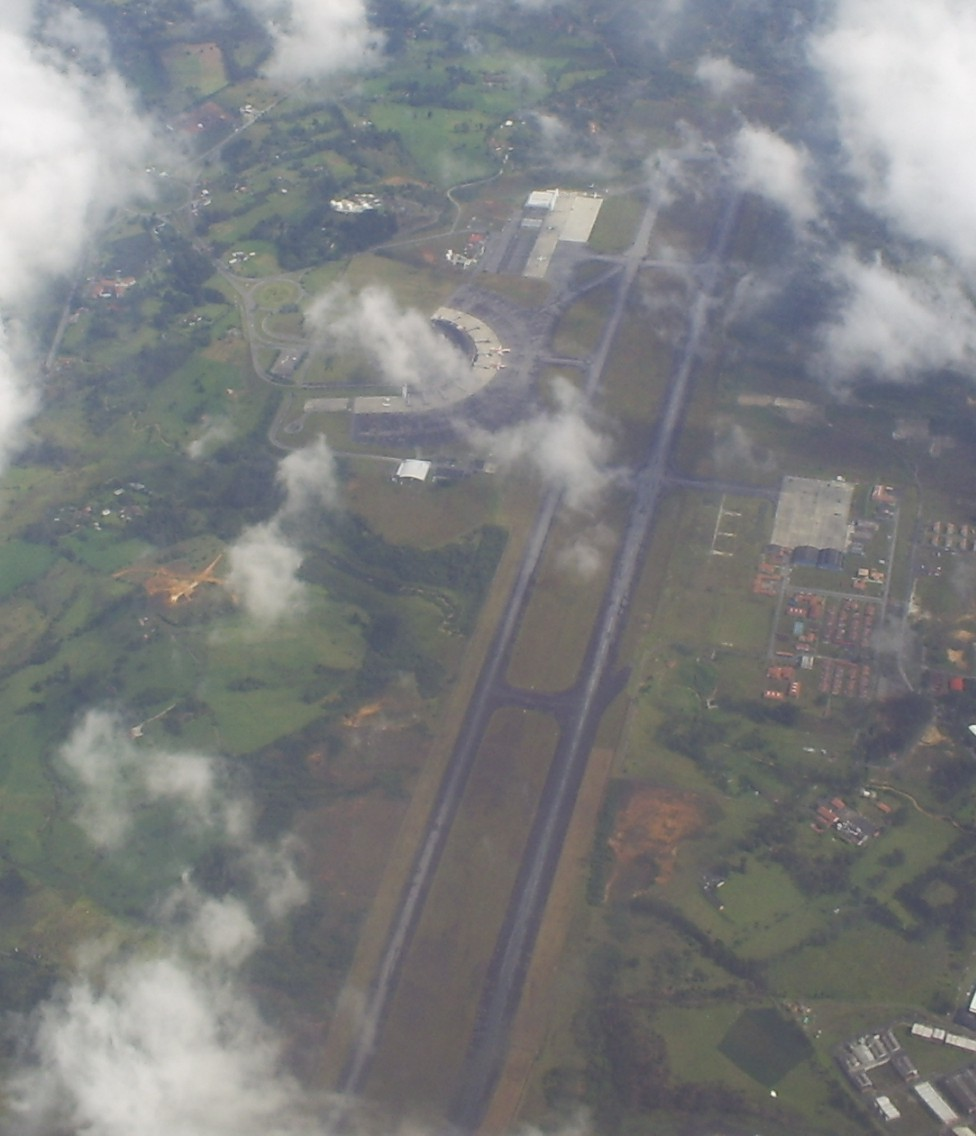
Aeropuerto Internacional José María Córdova, base central de Viva Air Colombia.

Inicialmente la aerolínea había establecido su centro de operaciones principal en el Aeropuerto Internacional El Dorado de Bogotá, sin embargo, debido a las obras de modernización que se llevaban a cabo en dicho aeropuerto, los altos costos de operación y los limitados slots de operación, se decidió hacer un sondeo de todos los aeropuertos de Colombia y el resultado definitivo y oficial originó que se trasladara el centro de operaciones al aeropuerto José María Cordova en cercanías de Medellín. William Shaw (fundador), Fred Jacobsen, Juan Emilio Posada y Gabriel Migowski son sus fundadores.
La aerolínea formaba parte del fondo de inversiones «Irelandia Aviation». Irelandia es el desarrollador líder de aerolíneas de bajo costo del mundo, liderada por Declan Ryan, actual Presidente del grupo Viva Air y uno de los fundadores de Ryanair. Irelandia ha desarrollado exitosamente 6 aerolíneas de bajo costo en el mundo, siendo ellas Ryanair, Tiger Airways en Australia y Singapur, Allegiant en Estados Unidos, Viva en México, Viva Air Colombia y Viva Air Perú. Actualmente Irelandia tiene el 100% de sus acciones.
El 25 de mayo de 2012 inició operaciones con un vuelo entre el Aeropuerto Internacional José María Cordova, en Rionegro y el Aeropuerto Internacional El Dorado de la ciudad de Bogotá.
En junio de 2014 dio inicio a su segundo centro de operaciones en Bogotá, pasando a poseer más destinos que su centro principal en Rionegro. En agosto del mismo año inició vuelos a Panamá, siendo su primer destino internacional, desde Bogotá y Medellín operando al Aeropuerto Internacional Panamá Pacífico. A finales del año continuó su expansión internacional abriendo los destinos de Lima y Quito desde Bogotá, este último finalizado en 2017. Un año más tarde, inició operaciones en Estados Unidos, desde Medellín y Bogotá al Aeropuerto Internacional de Miami, sin embargo, en 2017 se canceló la ruta a Miami desde Bogotá.
En 2017 se lanzó Viva Air Perú, su aerolínea hermana y con la cual continua el proceso de expansión por Latinoamérica.
En abril de 2018 cambió de nombre pasando de Viva Colombia a Viva Air Colombia para expandir su modelo en Latinoamérica y dentro del plan de expansión se anunció a Santa Marta como el tercer centro de operaciones en Colombia. El centro de operaciones fue habilitado en octubre de 2018 con rutas que no eran cubiertas por otras aerolíneas como Santa Marta - San Andrés, Santa Marta - Bucaramanga y Santa Marta - Pereira. A este centro de operaciones se le asignarán dos aeronaves inicialmente. En 2021, a mediados de mayo, Viva Air cambió de nombre comercial al de 'Viva' como parte de la modernización de su flota.
El 27 de febrero de 2023, la aerolínea decidió suspender de manera temporal sus operaciones luego de una crisis económica, de la cual suponía salir mediante su fusión con el Grupo Avianca.
El 13 de mayo de 2023, Avianca desistió de la adquisición de Viva Air, dado los estrictos requerimientos de la Aerocivil y de los perjuicios que estos tendrían en la economía de la aerolínea. A partir de ese momento, es muy improbable que algún otro sector aéreo se interese por rescatar Viva Air y lo que según se indica, es difícilmente rescatable.
Finalmente el 22 de junio del 2023, luego de haber estado en un proceso de reorganización empresarial, la Superintendencia de Sociedades anunció que Viva Air inició el proceso de liquidación debido a las dificultades que tiene para volver a operar.

### Suspensión de actividades e investigación por estafa en masa
El 28 de febrero de 2023 la aerolínea suspendió todos sus vuelos por la frágil situación financiera originada por la pandemia del COVID-19 y al accidentado proceso de fusión empresarial con Avianca desde diciembre de 2022, la renuncia del presidente de la empresa, el argentino Félix Antelo, se sumaba la devolución de 7 aeronaves y la decisión de dejar en tierra otras cinco de una flota que llegó a contar con 23 aviones, la decisión de Viva Air de suspender los vuelos afectó a 466.604 usuarios que tenían reservas confirmadas al 27 de febrero. Decenas de empleados marcharon el 2 de marzo en Bogotá  por  los despidos masivos de esa compañía, al tiempo que pidieron al Gobierno intervenir para salvar los empleos que se pierden por la quiebra de la empresa.
La Fiscalía General de la Nación inició investigación por estafa contra la aerolínea, se indagará si la empresa conocía sus problemas económicos y a pesar de ello, siguió vendiendo tiquetes aéreos a miles de usuarios. Son más de 30.000 personas afectadas por la interrupción.
También se investiga si la fusión con la aerolínea Avianca ya había comenzado sin conocimiento de las autoridades, como lo indican documentos revelados por la Superintendencia de Industria y Comercio

## Destinos

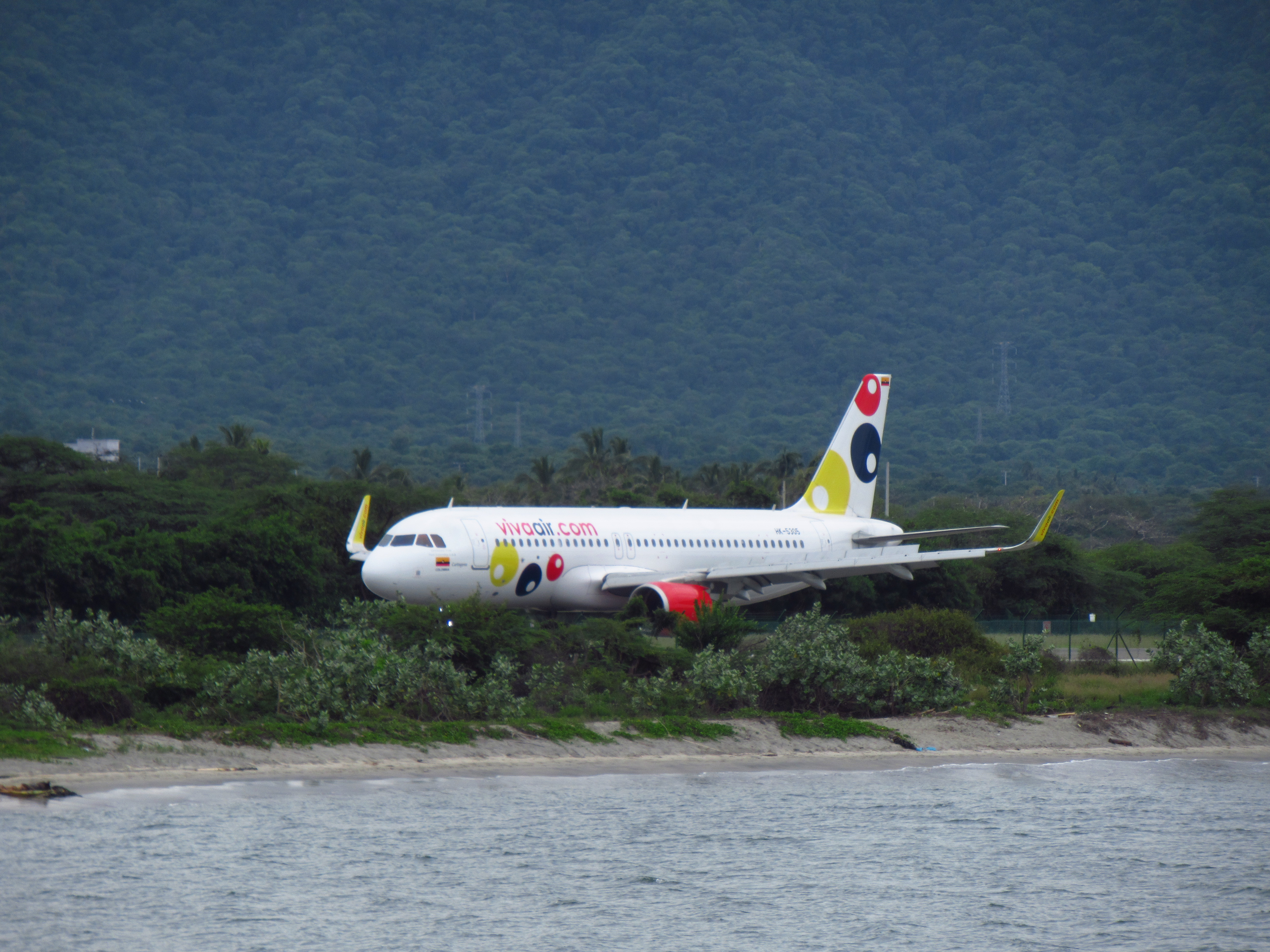
El A320 con matrícula HK-5305 «Cartagena» en el Aeropuerto Simón Bolívar de Santa Marta.

Viva Air Colombia poseía de tres centros de operación (hub) en los aeropuertos de Rionegro (MDE), desde su inicio; Bogotá (BOG), desde junio de 2014; y Cali (CLO), desde diciembre de 2020.
Desde el 25 de mayo de 2012 cubría rutas entre los aeropuertos El Dorado de Bogotá, Ernesto Cortissoz de Barranquilla, Palonegro de Bucaramanga, Rafael Núñez de Cartagena, Camilo Daza de Cúcuta, José María Córdova de Medellín, Los Garzones de Montería, Matecaña de Pereira, Almirante Padilla de Riohacha, Gustavo Rojas Pinilla de San Andrés, Simón Bolívar de Santa Marta, y Vanguardia de Villavicencio.
Además tenía rutas internacionales a Lima desde Bogotá y Medellín; y a Cancún, Buenos Aires, Río de Janeiro, Orlando, y Miami desde Medellín.

## Flota histórica

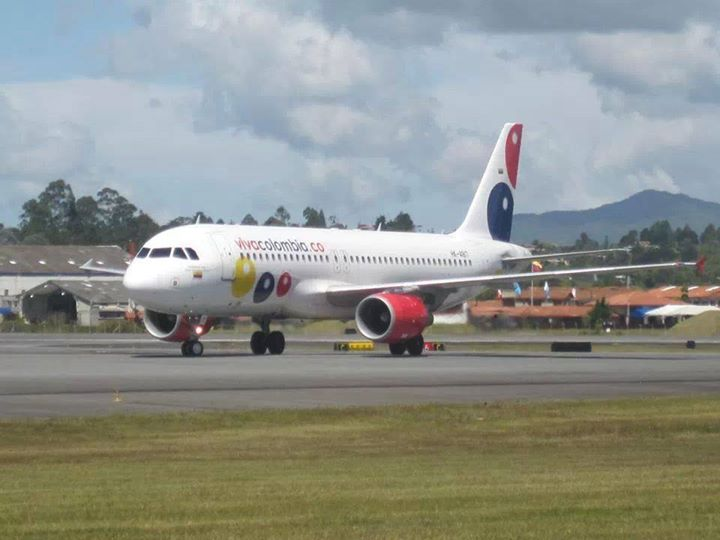
A320-214 rodando para puerta de embarque en el Aeropuerto Internacional José María Córdova.

Viva Air Colombia inició operaciones con una flota de 18 aviones Airbus A320, configurados en su máxima capacidad de 188 asientos, con Motores CFM56-5B4/P. Llegó a contar con una flota de aviones Airbus A320-214, lo que le permitió optimizar procesos de mantenimiento. La aerolínea realizó estudios y consultó la opinión de las personas por diferentes medios, incluyendo redes sociales, para decidir el tipo de avión que se tendría en la aerolínea, entre cuyas opciones se incluía el Boeing 737-300.
El primer Airbus A320 (MSN1306) llegó al Aeropuerto Internacional José María Córdova de Medellín el 17 de marzo de 2012, proveniente de  ciudad de Panamá y fue bautizado como "Dani", en honor a una de las hijas del expresidente de la compañía Fred Jacobsen. Los dos siguientes llegaron entre abril y mayo (MSN1564 y MSN1725) para completar el proceso de certificación ante la Unidad Administrativa Especial de Aeronáutica Civil de Colombia.[cita requerida] El cuarto llegó el 11 de julio (MSN1867) y el quinto el 8 de octubre de 2012 (MSN1454). 
En 2014 se incorporó uno más (MSN1757), en 2015 tres (MSN1370, MSN1686 y MSN1578) y en 2016 otros dos MSN1657 y MSN2123) para completar una flota de 11 aeronaves requeridas para atender la demanda.[cita requerida] En 2017 se incorporaron tres nuevos aviones con menos horas de uso (MSN3896, MSN3931 y MSN3949), se devolvió uno a la compañía de leasing (MSN1725, empleado desde la apertura de la compañía) y envío uno de los aviones activos para su subsidiaria en Perú (MSN1578, recibido en 2015), al que se le unieron en 2018 otros dos (MSN1867 y MSN1657), dejando 10 aviones operando en Colombia y 3 en Perú.
El 19 de junio de 2017 se hizo oficial la firma de un Memorando de Entendimiento para la adquisición de 50 aeronaves de la familia A320 entre Viva Air (conformada por Viva Air Colombia y Viva Air Perú) y la compañía europea Airbus; 15 del modelo CEO ("Current Engine Option" por sus siglas en inglés) y 35 NEO ("New Engine Option"). El 21 de diciembre de 2017 se formalizó finalmente el pedido que contenía el Memorándum de Entendimiento entre Airbus y Viva Air. En octubre de 2018 llegaron a Bogotá los primeros tres de los 50 aviones, uno de los cuales (HK-5273) presentaba un diseño diferente en su exterior, ya que era completamente rosado para conmemorar la lucha contra el cáncer de mama.
La flota de la aerolínea estaba compuesta por las siguientes aeronaves:
| Aeronaves       | Total | Introducido | Retirado | Matrículas |
| --------------- | ----- | ----------- | -------- | --- |
| Airbus A320-200 | 29    | 2012        | 2023     | HK-4817, HK-5202, HK-4905, HK-5164, HK-5191, HK-4818, HK-5223, HK-4861, HK-4811, HK-5051, HK-5142, HK-5335, HK-5319, HK-522, HK-5125, HK-5320, HK-5320, HK-5318, HK-5273, HK-5378, HK-5389, HK-5276, HK-5308, HK-5327, HK-5307, HK-5286, HK-5277, HK-5221, HK-5274, HK-5275, HK-5278 y HK-5305 |
| Airbus A320neo  | 12    | 2020        | 2023     | HK-5352, HK-5353, HK-5360, HK-5361, HK-5365, HK-5366, HK-5367, HK-5368, HK-5378, HK-5388, HK-5389 y HK-5390 |

## Incidentes
- El 4 de febrero de 2015, un Airbus A320 con matrícula HK-5051 que cubría la ruta Bogotá – Medellín despegó a las 6:58 p. m. con 182 personas, pero 17 minutos después se registró fuego en uno de sus motores por lo que tuvo que aterrizar de emergencia en El Dorado de Bogotá.[26] Una vez en tierra, sobre las 7:15 p. m. los bomberos controlaron el problema en el motor, que generó pánico entre los pasajeros.[26] La Aeronáutica Civil señaló que los pasajeros "no presentan ninguna situación grave".[26]